# Милорад Комраков
Милорад Комраков (Вршац, 7. јун 1955 — Београд, 16. март 2025) био је српски новинар.

## Биографија
Рођен је 7. јуна 1955. године у Вршцу. Детињство је провео у Кикинди, где је похађао Основну школу „Жарко Зрењанин”. Завршио је Једанаесту београдску гимназију и Факултет политичких наука Универзитета у Београду.
Објављивао је у Политикологу, Студенту, Индексу 202, Радио ТВ ревији, НИН-у, Програму 202 Радио Београда, а од 1979. до 2002. године био је запослен у Информативној редакцији Телевизије Београд, односно РТС-у.
Био је председник Удружења новинара Србије од 13. јуна 1996. до 28. октобра 2000. године. Одлуком Суда части искључен је из удружења 8. фебруара 2001. године.
Био је ожењен, имао ћерку и сина и живео у  Београду. Његов деда био је Рус. Као припадник Беле армије побегао је из Русије и преко Пољске и Мађарске стигао у Београд, где се родио Милорадов отац.
Милорад Комраков је преминуо у Београду, 16. марта 2025. године. Сахрањен је 19. марта на гробљу Орловача.

## Награде
Добитник је више новинарских награда и признања. Године 1989. Удружење новинара Србије додељује му награду „Светозар Марковић”. Године 1996. Удружење новинара Србије додељује му награду „Димитрије Давидовић” за дугогодишње уређивање централних информативних емисија Телевизије Београд и Радио-телевизије Србије.

## Дела
- „Мој шести октобар” (2009)
- „Пети октобар у РТС-у” (2010)
- „Бомбардовање РТС – моја истина” (2019)
- „Лов на пети октобар” (2021)
- „Убица из Вухана” (2021)
- „Маске су брзо спале” (2021)
- „Корона се отргла контроли” (2021)
- „Тајне Титаника” (2022)